# S323 Sælen
 Denne artikel omhandler undervandsbåden. Opslagsordet har også en anden betydning, se Sälen.
Undervandsbåden SÆLEN af Tumleren-klassen, med skrognummer S323, var en af det danske søværns sidste operative ubåde - kendt i den bredere offentlighed for dens deltagelse i Irakkrigen - SÆLEN er i dag museumsubåd.
Typen var en forholdsvis lille dieselelektrisk enkeltrumsbåd - særligt velegnede til operationer i kystnære farvande - hvor den havde gode iboende muligheder for uopdaget at komme tæt på fjendtlige installationer og enheder.

## Baggrund
Ubåden blev - sammen med 14 søsterfartøjer i Kobben-klassen - bygget af det daværende Rheinstahl-Nordseewerke i Emden, Tyskland - gennem en amerikansk våbenhjælpsaftale med NATO-parterne i Vesteuropa, hvor bygningsudgifterne til ubådene blev delt mellem Norge og USA - til den norske marine, hvori den under navnet "Uthaug" indgik fra 1965 til 1990 - for efterfølgende at blive solgt til Danmark for 20 mio. kr.   

## I dansk tjeneste
De tre tidligere norske ubåde af Tumleren-klassen - blev købt som erstatning for fire udfasede ubåde af Delfinen-klassen, og som supplement til to danskbyggede ubåde af Narhvalen-klassen - der delte mange karakteristika med Tumleren-klassen.
Før det danske søværn indfasede ubåden - undergik den samme med sine søsterfartøjer et fælles dansk-norsk moderniseringsprogram - hvorefter ubåden ved indtræden i dansk tjeneste blev omdøbt til Sælen af H.K.H. Prins Joachim.
Den 4. december 1990 forliste Sælen - ved Hesselø under bugsering fra København til Århus - og måtte efter sin bjærgning undergå større reparationsarbejder førend den medio 1993 igen blev operativ - og efterfølgende indsat i blandt andet overvågnings-, patrulje- og signalindhentningsoperationer i danske og tilstødende farvande - samt deltagelse i flere NATO-øvelser - hvor alliancepartnerne i NATO ofte måtte notere sig, at typen var ganske vanskelig at finde og forsvare sig mod.  
Med det op gennem 90'erne skiftende sikkerhedspolitiske fokus - fra forsvaret af Danmark og dansk nærområde til deltagelse i internationale operationer - undergik Sælen igen et større moderniseringsprogram, der blandt andet bevirkende Sælen blev bedre egnet til operationer i varmere farvande.
Dette muliggjorde, at Sælen i 2001 kunne udsendes til Middelhavet for at indgå i NATO-styrken "Standing Naval Force Atlantic" (STANAVFORLANT), som i dag har skiftet navn til Standing NATO Maritime Group 1 (SNMG1) - der efter terrorangrebet den 11. september 2001 blev indsat i Operation Active Endeavour.
Det var under Sælens deltagelse i Operation Active Endeavour i Middelhavet - at regeringen besluttede, i stedet for som planlagt at vende hjem, at Sælen skulle sætte kurs mod Golfen - hvor der var optræk til konflikt mellem den amerikansk ledede koalition og Irak.
Fredag den 21. marts 2003 vedtog Folketinget beslutningsforslag nr. B 118 - om dansk militær deltagelse i en multinational indsats i Irak - Sælen indgik herefter i den multinationale koalition.

## Udfasning og skæbne
Den 25. november 2004 - blev det med indgåelsen af forsvarsforliget 2005-2009 - bestemt, at det danske ubådsvåben skulle nedlægges. 
S323 SÆLEN blev efterfølgende til museumsubåden Sælen - der beliggende ved Bradbænken på Nyholm sammen med fregatten F352 Peder Skram, Sixtus, Mastekranen, Torpedobåden P547 Sehested og Danmarks første radiostation OXA - er åben for besøgende i skolernes sommerferie og efterårsferie, samt ved privat henvendelse til SFHMs skoletjeneste.